# Skrattspegel

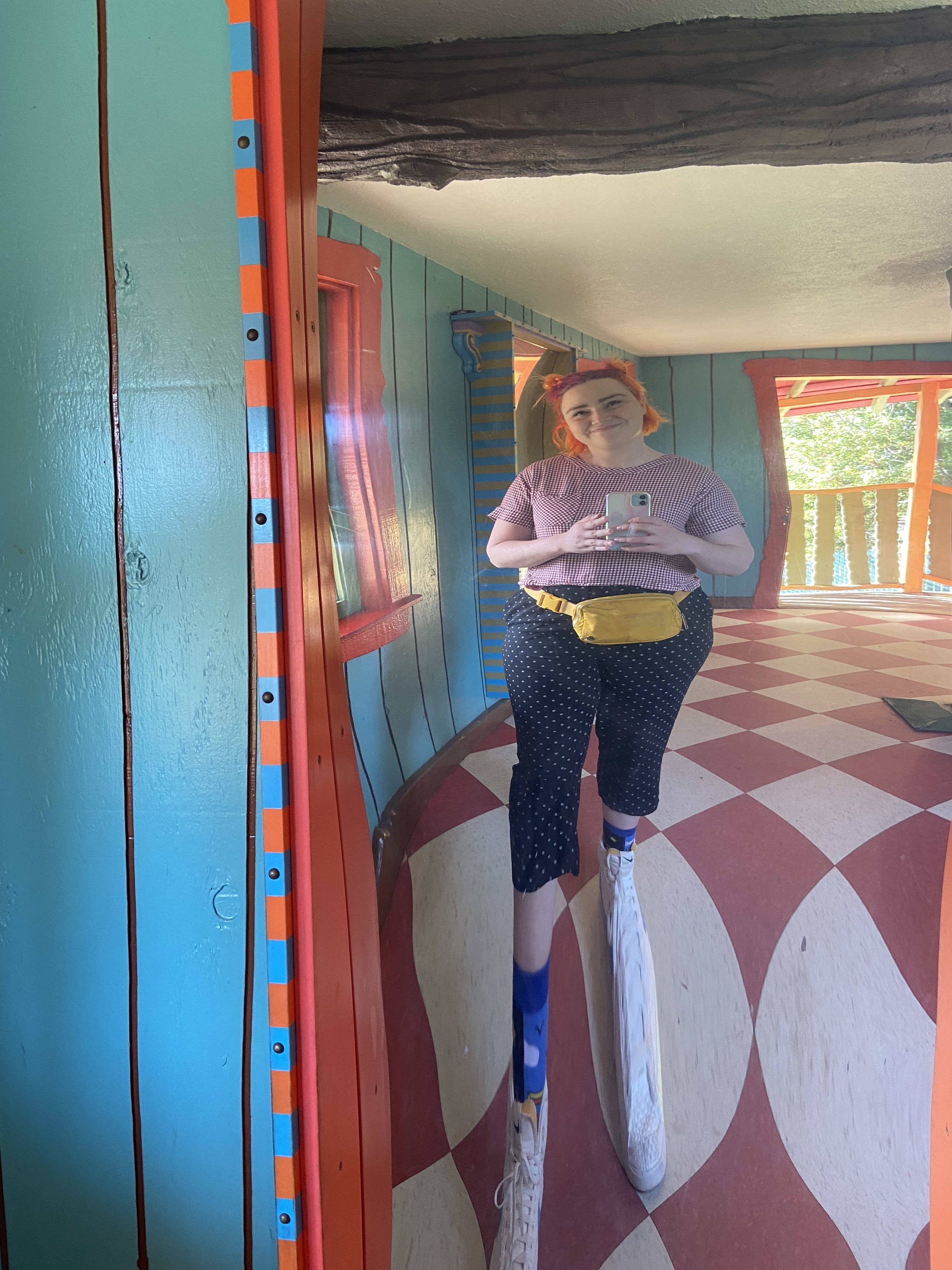
Reflektion i en skrattspegel.

En skrattspegel är en spegel där den annars vanligtvis plana ytan har förvrängningar som gör att betraktarens spegelbild blir förvrängd på olika sätt, vanligtvis med mer eller mindre humoristiskt resultat.